# 560. pr. n. št.
560. pr. n. št. je četrto desetletje v 6. stoletju pr. n. št. med letoma 569 pr. n. št. in 560 pr. n. št.. 